# Резолюция Совета Безопасности ООН 1244
Резолюция Совета Безопасности ООН 1244 была принята на 4011-м заседании 10 июня 1999 года, по итогам резолюций 1160 (1998), 1199 (1998), 1203 (1998) и 1239 (1999), санкционировала международное гражданское и военное присутствие в Союзной Республике Югославии и учредила Миссию ООН по делам временной администрации в Косове (МООНК). Это произошло после того, как президент Югославии Слободан Милошевич согласился с условиями, предложенными президентом Финляндии Мартти Ахтисаари и бывшим премьер-министром России Виктором Черномырдиным 8 июня, включая вывод всех югославских государственных сил из Косово и прекращение бомбардировок НАТО.
Резолюция 1244 была принята 14 голосами, при этом никто не голосовал против. Китай воздержался, утверждая, что конфликт должен быть урегулирован югославским правительством и его народом, и выступал против внешнего вмешательства. Однако, поскольку Союзная Республика Югославия приняла мирное предложение, Китай не наложил вето на резолюцию.
Косово в одностороннем порядке провозгласило свою независимость в 2008 году; Сербия (государство-преемник ныне не существующей Союзной Республики Югославии) и некоторые другие члены ООН подчеркнули, что Резолюция 1244 сохраняет юридическую силу для всех сторон конфликта.

## Голосование
| За (14) | Воздержались (1) | Против (0) |
| --- | ---------------- | ---------- |
| - Великобритания - США - Россия - Франция - Аргентина - Бахрейн - Бразилия - Габон - Гамбия - Канада - Малайзия - Намибия - Нидерланды - Словения | - Китай          |            |

 * жирным выделены постоянные члены Совета Безопасности ООН

## Содержание

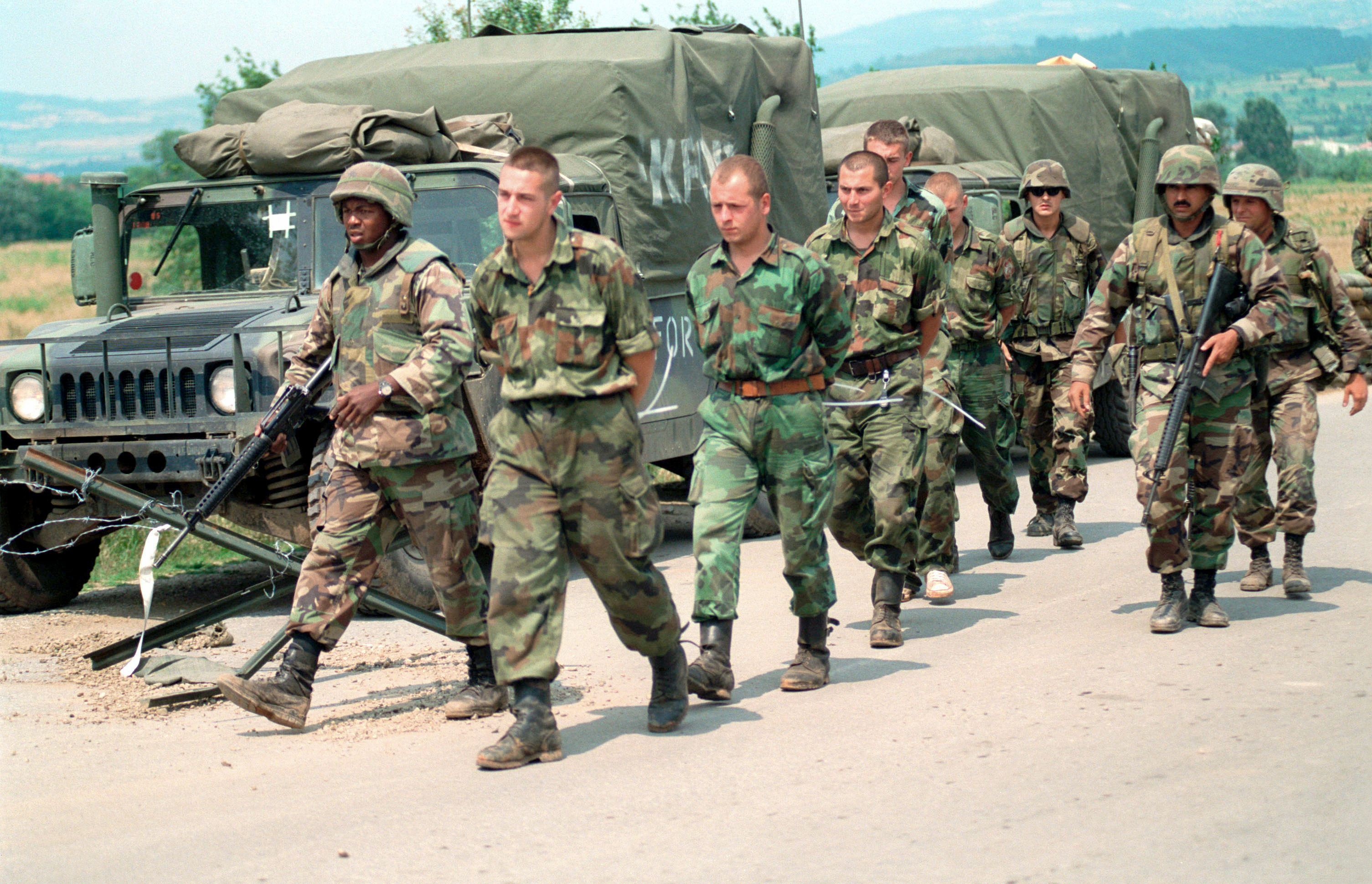
Американские морские пехотинцы сопровождают отряд задержанных югославских солдат из Косово в соответствии с положениями резолюции.

В преамбуле резолюции 1244 Совет Безопасности выразил сожаление по поводу несоблюдения предыдущих резолюций. Он был полон решимости разрешить серьёзную гуманитарную ситуацию и хотел обеспечить безопасное возвращение всех беженцев. Он осудил насилие в отношении гражданского населения, а также акты терроризма и напомнил о юрисдикции мандата Международного уголовного трибунала по бывшей Югославии (МТБЮ).
Постановление было принято в соответствии с главой VII Устава Организации Объединённых Наций.
Совет Безопасности решил, что решение косовского кризиса должно основываться на согласованных принципах, содержащихся в приложениях к резолюции. Он приветствовал принятие Сербией (в то время входившей в Союзную Республику Югославию) условий перемирия и потребовал сотрудничества в их реализации. В то же время Совет потребовал, чтобы Сербия положила конец репрессиям в Косово и начала поэтапный вывод своих сил; после вывода небольшое количество югославских и сербских военнослужащих и полицейских могли бы вернуться в Косово, если это будет санкционировано международными вооруженными силами.
Затем резолюция санкционировала международное гражданское и военное присутствие в Косово. Генеральному секретарю было предложено назначить специального представителя для координации международных сил. Совет уполномочил страны и международные организации установить присутствие по вопросам безопасности в Косово, подтвердив необходимость немедленного развертывания международного гражданского присутствия и присутствия по безопасности. В обязанности международного присутствия по обеспечению безопасности входило сдерживание новых боевых действий, наблюдение за выводом югославских войск, демилитаризация Освободительной армии Косово и других групп косовских албанцев и обеспечение безопасных условий для возвращения беженцев.
Основные обязанности международного гражданского присутствия включали продвижение автономии Косово, выполнение гражданских административных функций, надзор за развитием государственных институтов, включая проведение выборов, поддержание правопорядка, защиту прав человека и обеспечение безопасного возвращения беженцев.
Совет подчеркнул необходимость проведения операций по оказанию гуманитарной помощи и призвал все государства и организации внести свой вклад в экономическое и социальное восстановление. Также он потребовал, чтобы вооруженные косовские группировки прекратили наступление.
Наконец, было решено, что международное гражданское управление и присутствие по вопросам безопасности должно быть создано на первоначальный период в 12 месяцев , в то время как Генеральному секретарю было предложено держать Совет в курсе событий. В отличие от миссий ООН по поддержанию мира, эта должна была продолжаться по истечении первоначального 12-месячного периода, если Совет Безопасности не определил иное: как правило, продолжающийся мандат миссий регулируется резолюциями через 12 месяцев, которые позволяют продлевать срок действий первоначального мандата.

## Требования резолюции
Согласно резолюции, в Косове было создано международное гражданское присутствие по безопасности, в задачи которого входило (п. 9 Резолюции):
- Предотвращение возобновления боевых действий, поддержание и, где это необходимо, обеспечение соблюдения прекращения огня, а также гарантирование вывода и предотвращение возвращения в Косово союзных и республиканских военных, полицейских и военизированных сил;
- Демилитаризация Освободительной армии Косова (ОАК) и других вооружённых групп косовских албанцев;
- Создание условий безопасности, в которых беженцы и перемещённые лица смогут безопасно возвратиться в свои дома, международное гражданское присутствие сможет функционировать, переходная администрация может быть создана и гуманитарная помощь может доставляться;
- Обеспечение общественной безопасности и порядка;
- Осуществление надзора за разминированием;
- Поддержка, при необходимости, международного гражданского присутствия и тесная координация с ним;
- Выполнение, по мере необходимости, обязанностей по осуществлению пограничного контроля;
- Обеспечение защиты и свободы передвижения своих сил, международного гражданского присутствия и персонала других международных организаций;

Резолюция также содержит основные принципы урегулирования косовского кризиса:
немедленное и поддающееся контролю прекращение насилия и репрессий в Косове;
вывод из Косова военных, полицейских и военизированных сил;
безопасное и свободное возвращение всех беженцев и перемещенных лиц и беспрепятственный доступ в Косово организаций, оказывающих гуманитарную помощь;
политический процесс, направленный на заключение временного политического рамочного соглашения, предусматривающего значительную степень самоуправления для Косова и др.

## Мнения
The Economist описывает резолюцию как «ненужную» после провозглашения независимости, заявляя, что «она используются, чтобы сохранить лицо Сербии».